# Isotopes du rhénium
Le rhénium (Re, numéro atomique 75) possède 35 isotopes connus, de nombre de masse variant entre 160 et 194, ainsi que 21 isomères nucléaires. Parmi ces isotopes, un seul est stable, 185Re, faisant du rhénium un élément monoisotopique. Cependant, à l'instar du vanadium, du rubidium, du lutécium, du lanthane, de l'europium et de l'indium, il coexiste avec un radioisotope naturel à longue période, 187Re (demi-vie de 41,2 milliards d'années, trois fois l'âge de l'univers) ce qui fait que le rhénium n'est pas un élément mononucléidique. Comme dans les cas de l'indium et du tellure, ce radioisotope est même l'isotope majoritaire. Une masse atomique standard de 186,207(1) u est attribuée au rhénium.
Parmi les 33 radioisotopes artificiels caractérisés, les plus stables sont 183Re (demi-vie de 70 jours), 184Re (38 jours), 186Re (3,72 jours), 182Re (64 heures) et 189Re (24,3 heures). Tous les autres radioisotopes ont une demi-vie inférieure à un jour, et la plupart inférieure à vingt minutes.
Parmi les isomères nucléaires, les plus stables sont 186mRe (t1/2 de 200 000 années) et 184mRe (169 jours). Tous les autres ont une demi-vie inférieure à un jour.
Les deux radioisotopes les plus légers (160Re et 161Re) se désintègrent principalement par émission de proton. Ceux légèrement plus lourds (162 ≤ A ≤ 170) se désintègrent soit par émission de positron (β+) en isotopes du tungstène soit par émission α en isotopes du tantale, dans des proportions très variables selon les isotopes. Les suivants (171 ≤ A ≤ 182) se désintègrent eux par émission de positron (β+) en isotopes du tungstène, et 183Re par capture électronique (également en isotope du tungstène). Les radioisotopes plus lourds que l'isotope stable se désintègrent tous majoritairement par désintégration β− en isotopes de l'osmium.

## Isotopes notables

### Rhénium naturel
Le rhénium naturel est constitué de l'isotope stable 185Re et du radioisotope primordial 187Re.
| Isotope | Abondance (pourcentage molaire) |
| ------- | ------------------------------- |
| 185Re   | 37,40 (2) %                     |
| 187Re   | 62,60 (2) %                     |

### Rhénium 187
La désintégration du radioisotope 187Re (demi-vie de 41,2 milliards d'années) en 187Os est utilisée dans le cadre de la datation par le rhénium-osmium, qui permet de dater la formation de certains dépôts minéraux.

## Table des isotopes
| Symbole de l'isotope | Z (p)                | N (n)                | Masse isotopique (u) | Demi-vie                     | Mode(s) de désintégration, | Isotope(s)-fils | Spin nucléaire |
| Symbole de l'isotope | Énergie d'excitation | Énergie d'excitation | Énergie d'excitation | Demi-vie                     | Mode(s) de désintégration, | Isotope(s)-fils | Spin nucléaire |
| -------------------- | -------------------- | -------------------- | -------------------- | ---------------------------- | -------------------------- | --------------- | -------------- |
| 160Re                | 75                   | 85                   | 159,98212(43)#       | 860(120) µs [0,82(+15−9) ms] | p (91 %)                   | 159W            | (2−)           |
| 160Re                | 75                   | 85                   | 159,98212(43)#       | 860(120) µs [0,82(+15−9) ms] | α (9 %)                    | 156Ta           | (2−)           |
| 161Re                | 75                   | 86                   | 160,97759(22)        | 0,37(4) ms                   | p                          | 160W            | 1/2+           |
| 161mRe               | 123,8(13) keV        | 123,8(13) keV        | 123,8(13) keV        | 15,6(9) ms                   | α                          | 157Ta           | 11/2−          |
| 162Re                | 75                   | 87                   | 161,97600(22)#       | 107(13) ms                   | α (94 %)                   | 158Ta           | (2−)           |
| 162Re                | 75                   | 87                   | 161,97600(22)#       | 107(13) ms                   | β+ (6 %)                   | 162W            | (2−)           |
| 162mRe               | 173(10) keV          | 173(10) keV          | 173(10) keV          | 77(9) ms                     | α (91 %)                   | 158Ta           | (9+)           |
| 162mRe               | 173(10) keV          | 173(10) keV          | 173(10) keV          | 77(9) ms                     | β+ (9 %)                   | 162W            | (9+)           |
| 163Re                | 75                   | 88                   | 162,972081(21)       | 390(70) ms                   | β+ (68 %)                  | 163W            | (1/2+)         |
| 163Re                | 75                   | 88                   | 162,972081(21)       | 390(70) ms                   | α (32 %)                   | 159Ta           | (1/2+)         |
| 163mRe               | 115(4) keV           | 115(4) keV           | 115(4) keV           | 214(5) ms                    | α (66 %)                   | 159Ta           | (11/2−)        |
| 163mRe               | 115(4) keV           | 115(4) keV           | 115(4) keV           | 214(5) ms                    | β+ (34 %)                  | 163W            | (11/2−)        |
| 164Re                | 75                   | 89                   | 163,97032(17)#       | 0,53(23) s                   | α (58 %)                   | 160Ta           | high           |
| 164Re                | 75                   | 89                   | 163,97032(17)#       | 0,53(23) s                   | β+ (42 %)                  | 164W            | high           |
| 164mRe               | 120(120)# keV        | 120(120)# keV        | 120(120)# keV        | 530(230) ms                  |                            |                 | (2#)−          |
| 165Re                | 75                   | 90                   | 164,967089(30)       | 1# s                         | β+                         | 165W            | 1/2+#          |
| 165Re                | 75                   | 90                   | 164,967089(30)       | 1# s                         | α                          | 161Ta           | 1/2+#          |
| 165mRe               | 47(26) keV           | 47(26) keV           | 47(26) keV           | 2,1(3) s                     | β+ (87 %)                  | 165W            | 11/2−#         |
| 165mRe               | 47(26) keV           | 47(26) keV           | 47(26) keV           | 2,1(3) s                     | α (13 %)                   | 161Ta           | 11/2−#         |
| 166Re                | 75                   | 91                   | 165,96581(9)#        | 2# s                         | β+                         | 166W            | 2−#            |
| 166Re                | 75                   | 91                   | 165,96581(9)#        | 2# s                         | α                          | 162Ta           | 2−#            |
| 167Re                | 75                   | 92                   | 166,96260(6)#        | 3,4(4) s                     | α                          | 163Ta           | 9/2−#          |
| 167Re                | 75                   | 92                   | 166,96260(6)#        | 3,4(4) s                     | β+                         | 167W            | 9/2−#          |
| 167mRe               | 130(40)# keV         | 130(40)# keV         | 130(40)# keV         | 5,9(3) s                     | β+ (99,3 %)                | 167W            | 1/2+#          |
| 167mRe               | 130(40)# keV         | 130(40)# keV         | 130(40)# keV         | 5,9(3) s                     | α (0,7 %)                  | 163Ta           | 1/2+#          |
| 168Re                | 75                   | 93                   | 167,96157(3)         | 4,4(1) s                     | β+ (99,99 %)               | 168W            | (5+,6+,7+)     |
| 168Re                | 75                   | 93                   | 167,96157(3)         | 4,4(1) s                     | α (0,005 %)                | 164Ta           | (5+,6+,7+)     |
| 168mRe               | non-exist            | non-exist            | non-exist            | 6,6(15) s                    |                            |                 |                |
| 169Re                | 75                   | 94                   | 168,95879(3)         | 8,1(5) s                     | β+ (99,99 %)               | 169W            | 9/2−#          |
| 169Re                | 75                   | 94                   | 168,95879(3)         | 8,1(5) s                     | α (0,005 %)                | 165Ta           | 9/2−#          |
| 169mRe               | 145(29) keV          | 145(29) keV          | 145(29) keV          | 15,1(15) s                   | β+ (99,8 %)                | 169W            | 1/2+#          |
| 169mRe               | 145(29) keV          | 145(29) keV          | 145(29) keV          | 15,1(15) s                   | α (0,2 %)                  | 164Ta           | 1/2+#          |
| 170Re                | 75                   | 95                   | 169,958220(28)       | 9,2(2) s                     | β+ (99,99 %)               | 170W            | (5+)           |
| 170Re                | 75                   | 95                   | 169,958220(28)       | 9,2(2) s                     | α (0,01 %)                 | 166Ta           | (5+)           |
| 171Re                | 75                   | 96                   | 170,95572(3)         | 15,2(4) s                    | β+                         | 171W            | (9/2−)         |
| 172Re                | 75                   | 97                   | 171,95542(6)         | 15(3) s                      | β+                         | 172W            | (5)            |
| 172mRe               | 0(100)# keV          | 0(100)# keV          | 0(100)# keV          | 55(5) s                      | β+                         | 172W            | (2)            |
| 173Re                | 75                   | 98                   | 172,95324(3)         | 1,98(26) min                 | β+                         | 173W            | (5/2−)         |
| 174Re                | 75                   | 99                   | 173,95312(3)         | 2,40(4) min                  | β+                         | 174W            |                |
| 175Re                | 75                   | 100                  | 174,95138(3)         | 5,89(5) min                  | β+                         | 175W            | (5/2−)         |
| 176Re                | 75                   | 101                  | 175,95162(3)         | 5,3(3) min                   | β+                         | 176W            | 3+             |
| 177Re                | 75                   | 102                  | 176,95033(3)         | 14(1) min                    | β+                         | 177W            | 5/2−           |
| 177mRe               | 84,71(10) keV        | 84,71(10) keV        | 84,71(10) keV        | 50(10) µs                    |                            |                 | 5/2+           |
| 178Re                | 75                   | 103                  | 177,95099(3)         | 13,2(2) min                  | β+                         | 178W            | (3+)           |
| 179Re                | 75                   | 104                  | 178,949988(26)       | 19,5(1) min                  | β+                         | 179W            | (5/2)+         |
| 179m1Re              | 65,39(9) keV         | 65,39(9) keV         | 65,39(9) keV         | 95(25) µs                    |                            |                 | (5/2−)         |
| 179m2Re              | 1684,59(14)+Y keV    | 1684,59(14)+Y keV    | 1684,59(14)+Y keV    | >0,4 µs                      |                            |                 | (23/2+)        |
| 180Re                | 75                   | 105                  | 179,950789(23)       | 2,44(6) min                  | β+                         | 180W            | (1)−           |
| 181Re                | 75                   | 106                  | 180,950068(14)       | 19,9(7) h                    | β+                         | 181W            | 5/2+           |
| 182Re                | 75                   | 107                  | 181,95121(11)        | 64,0(5) h                    | β+                         | 182W            | 7+             |
| 182m1Re              | 60(100) keV          | 60(100) keV          | 60(100) keV          | 12,7(2) h                    | β+                         | 182W            | 2+             |
| 182m2Re              | 235,736(10)+X keV    | 235,736(10)+X keV    | 235,736(10)+X keV    | 585(21) ns                   |                            |                 | 2−             |
| 182m3Re              | 461,3(1)+X keV       | 461,3(1)+X keV       | 461,3(1)+X keV       | 0,78(9) µs                   |                            |                 | (4−)           |
| 183Re                | 75                   | 108                  | 182,950820(9)        | 70,0(14) j                   | CE                         | 183W            | 5/2+           |
| 183mRe               | 1907,6(3) keV        | 1907,6(3) keV        | 1907,6(3) keV        | 1,04(4) ms                   | TI                         | 183Re           | (25/2+)        |
| 184Re                | 75                   | 109                  | 183,952521(5)        | 38,0(5) j                    | β+                         | 184W            | 3(−)           |
| 184mRe               | 188,01(4) keV        | 188,01(4) keV        | 188,01(4) keV        | 169(8) j                     | TI (75,4 %)                | 184Re           | 8(+)           |
| 184mRe               | 188,01(4) keV        | 188,01(4) keV        | 188,01(4) keV        | 169(8) j                     | β+ (24,6 %)                | 184W            | 8(+)           |
| 185Re                | 75                   | 110                  | 184,9529550(13)      | Observé stable               | Observé stable             | Observé stable  | 5/2+           |
| 185mRe               | 2124(2) keV          | 2124(2) keV          | 2124(2) keV          | 123(23) ns                   |                            |                 | (21/2)         |
| 186Re                | 75                   | 111                  | 185,9549861(13)      | 3,7186(5) j                  | β− (93,1 %)                | 186Os           | 1−             |
| 186Re                | 75                   | 111                  | 185,9549861(13)      | 3,7186(5) j                  | CE (6,9 %)                 | 186W            | 1−             |
| 186mRe               | 149(7) keV           | 149(7) keV           | 149(7) keV           | 2,0(5)×105 a                 | TI (90 %)                  | 186Re           | (8+)           |
| 186mRe               | 149(7) keV           | 149(7) keV           | 149(7) keV           | 2,0(5)×105 a                 | β− (10 %)                  | 186Os           | (8+)           |
| 187Re,               | 75                   | 112                  | 186,9557531(15)      | 41,2(2)×109 a                | β− (99,99 %)               | 187Os           | 5/2+           |
| 187Re,               | 75                   | 112                  | 186,9557531(15)      | 41,2(2)×109 a                | α (10−4 %)                 | 183Ta           | 5/2+           |
| 188Re                | 75                   | 113                  | 187,9581144(15)      | 17,0040(22) h                | β−                         | 188Os           | 1−             |
| 188mRe               | 172,069(9) keV       | 172,069(9) keV       | 172,069(9) keV       | 18,59(4) min                 | TI                         | 188Re           | (6)−           |
| 189Re                | 75                   | 114                  | 188,959229(9)        | 24,3(4) h                    | β−                         | 189Os           | 5/2+           |
| 190Re                | 75                   | 115                  | 189,96182(16)        | 3,1(3) min                   | β−                         | 190Os           | (2)−           |
| 190mRe               | 210(50) keV          | 210(50) keV          | 210(50) keV          | 3,2(2) h                     | β− (54,4 %)                | 190Os           | (6−)           |
| 190mRe               | 210(50) keV          | 210(50) keV          | 210(50) keV          | 3,2(2) h                     | TI (45,6 %)                | 190Re           | (6−)           |
| 191Re                | 75                   | 116                  | 190,963125(11)       | 9,8(5) min                   | β−                         | 191Os           | (3/2+,1/2+)    |
| 192Re                | 75                   | 117                  | 191,96596(21)#       | 16(1) s                      | β−                         | 192Os           |                |
| 193Re                | 75                   | 118                  | 192,96747(21)#       | 30# s [>300 ns]              |                            |                 | 5/2+#          |
| 194Re                | 75                   | 119                  | 193,97042(32)#       | 2# s [>300 ns]               |                            |                 |                |

1. ↑  En gras pour les isotopes avec des demi-vies plus grandes que l'âge de l'univers (presque stables).
2. ↑  Abréviations :
CE : capture électronique ;
TI : transition isomérique.
3. ↑  Isotopes stables en gras.
4. ↑  Soupçonné de se désintégrer par émission α en 181Ta
5. ↑  Radionucléide primordial
6. ↑  Utilisé en datation radiométrique par le rhénium-osmium.
7. ↑  Peut subir une désintégration β− à l'état fondamental avec une demi-vie de 33 années quand totalement ionisé.

### Remarques
- Les valeurs marquées d'un # ne proviennent pas uniquement des données expérimentales, mais aussi au moins en partie des tendances systématiques. Les spins avec des arguments d'affectation faibles sont entre parenthèses.
- Les incertitudes sont données de façon concise entre parenthèses après la décimale correspondante. Les valeurs d'incertitude dénotent un écart-type, à l'exception de la composition isotopique et de la masse atomique standard de l'IUPAC qui utilisent des incertitudes élargies[2].